# KTorrent
KTorrent är ett bittorrentprogram för Linux/KDE. Den senaste versionen av KTorrent 3.1.5 är öppen källkod och släppt under licensen GNU GPL.
KTorrent följer med KDE i de senaste versionerna av SLED och Opensuse.